# Bossier Parish
Bossier Parish is een parish in de Amerikaanse staat Louisiana.
De parish heeft een landoppervlakte van 2.174 km² en telt 98.310 inwoners (volkstelling 2000). De hoofdplaats is Benton.

## Bevolkingsontwikkeling

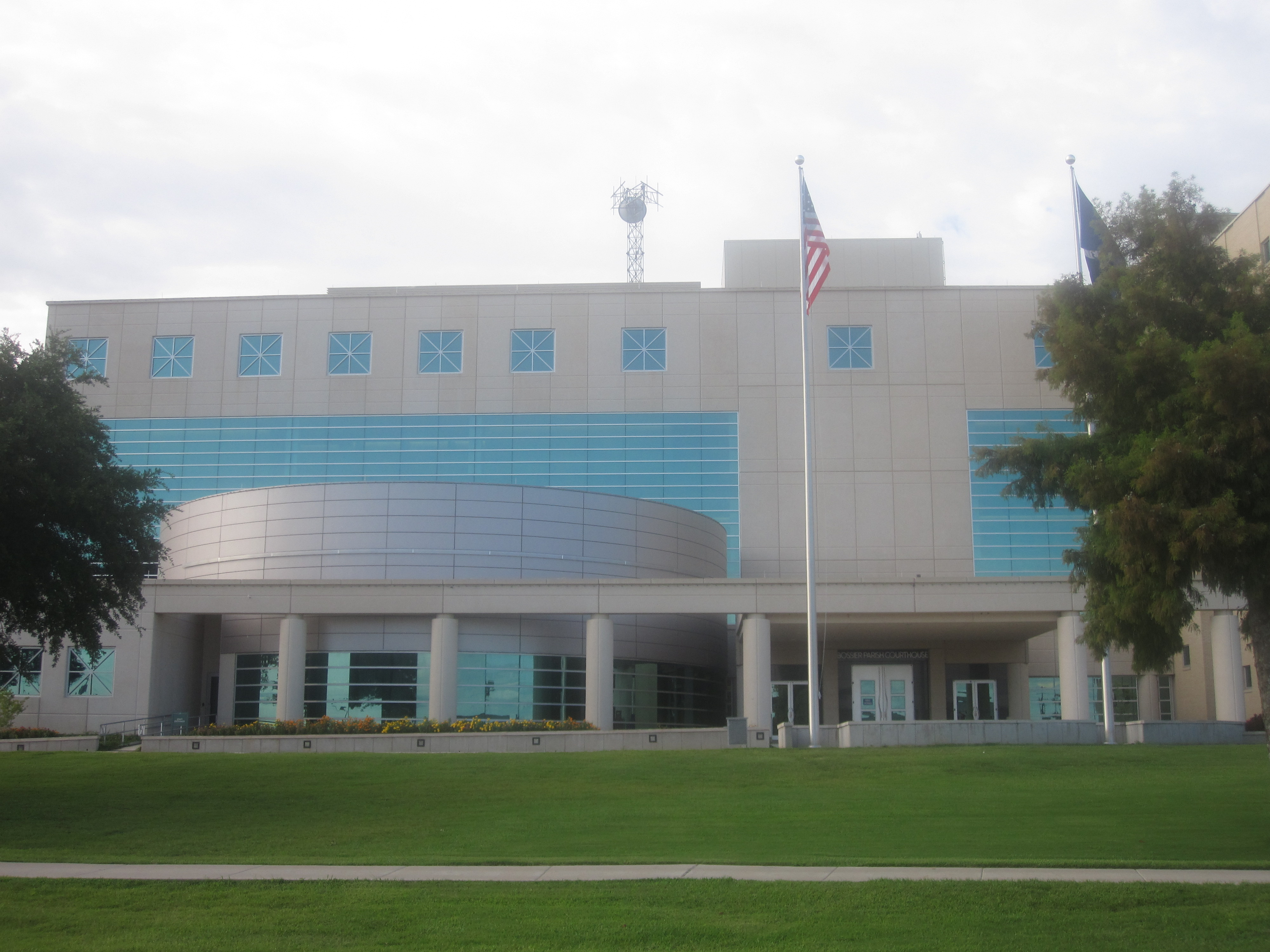
Bossier Parish Courthouse